# The Act of Killing
The Act of Killing é um documentário de longa-metragem de 2012 sobre os indivíduos que participaram no Massacre na Indonésia de 1965–66. Foi dirigido por Joshua Oppenheimer e codirigido por Christine Cynn e um indonésio anônimo. É uma coprodução dano-britano-norueguesa. Os produtores executivos foram Werner Herzog, Errol Morris, Joram ten Brink e Andre Singer. É um projeto da Universidade de Westminster.
Ele ganhou o Prêmio do Cinema Europeu de 2013 como melhor documentário e foi nomeado para a categoria de melhor documentário de longa-metragem no Oscar 2014. The Act of Killing também foi considerado o melhor documentário na premiação BAFTA de 2013. Ao aceitar o prêmio, Oppenheimer afirmou que os Estados Unidos e o Reino Unido têm "responsabilidade coletiva" por "participar e ignorar" os crimes, que foram omitidos do vídeo publicado on-line pelo BAFTA. Depois de uma triagem para os membros do Congresso dos Estados Unidos, Oppenheimer exigiu que o país reconhecesse o seu papel nas mortes.
O governo da Indonésia reagiu negativamente ao filme. Seu porta-voz presidencial dos Assuntos Externos, Teuku Faizasyah, afirmou que o filme é enganoso em relação ao seu retrato do país asiático. Um documentário adicional ao filme, The Look of Silence, foi lançado em 2014.

## Prêmios e indicações
- Amnesty International Award – IndieLisboa 2013[8]
- Melhor Filme Estrangeiro (indicado) - Oscar 2014